# Terje Bakken
Terje Valfar Bakken (ur. 3 września 1978, zm. ok. 14 stycznia 2004 w Reppastølen, Norwegia) – norweski muzyk black metalowy. Znany pod pseudonimem Valfar, którego używał, jako członek zespołu black/folk metalowego Windir.
Z początku Windir był jednoosobowym projektem muzycznym, lecz wraz z wydaniem trzeciej płyty zatytułowanej 1184, liczba członków powiększyła się. W swoich piosenkach Bakken używał norweskiego języka Sognamål, lecz później zaczął śpiewać w języku angielskim. Spowodowane to zostało chęcią zdobycia sławy wśród szerszej publiczności.
Valfar wydał dwa dema – Sognariket i Det gamle riket.
14 stycznia 2004 wyszedł z domu, aby pójść do swoich rodziców. Trzy dni później znaleziono jego ciało w Reppastølen. Gdy wyruszał, występowały opady śniegu – został dotknięty przez hipotermię.
Jego ciało zostało pochowane w kościele Stedje, 27 stycznia roku 2004.